# Michel Host
Michel Host, född 1942 i Flandern i Belgien, död 6 juni 2021 i Paris i Frankrike var en belgisk författare och lärare, bosatt i Paris. Han fick Goncourtpriset 1986 för sin andra roman Valet de nuit.
Host flyttade hemifrån när han var 19 år och begav sig till Paris för att studera. Efter att ha läst spanska vid Sorbonne undervisar han i spanska och spansk litteratur från spanska guldåldern (cirka 1500–1650). Han har undervisat såväl i grundskola och gymnasium som på distans.
Han har också varit litterär krönikör för månadstidskrifterna Revue des Deux Mondes och Révolution, numera Regards, och var med och grundade tidningen L'art du bref 1995.
Host debuterade som romanförfattare 1983 med L’ombre, le fleuve, l’été för vilken han fick Robert Walser-priset. Redan för sin andra roman, Valet de nuit, mottog han Goncourtpriset, 1986. Han har även skrivit en erotisk roman; Roxane. Denne diskrete författare som mottog Goncourtpriset vid 42 års ålder, förklarade att utmärkelsen fick honom att acceptera sin dialysbehandling, och att börja skriva mer.